# Rudi Dutschke

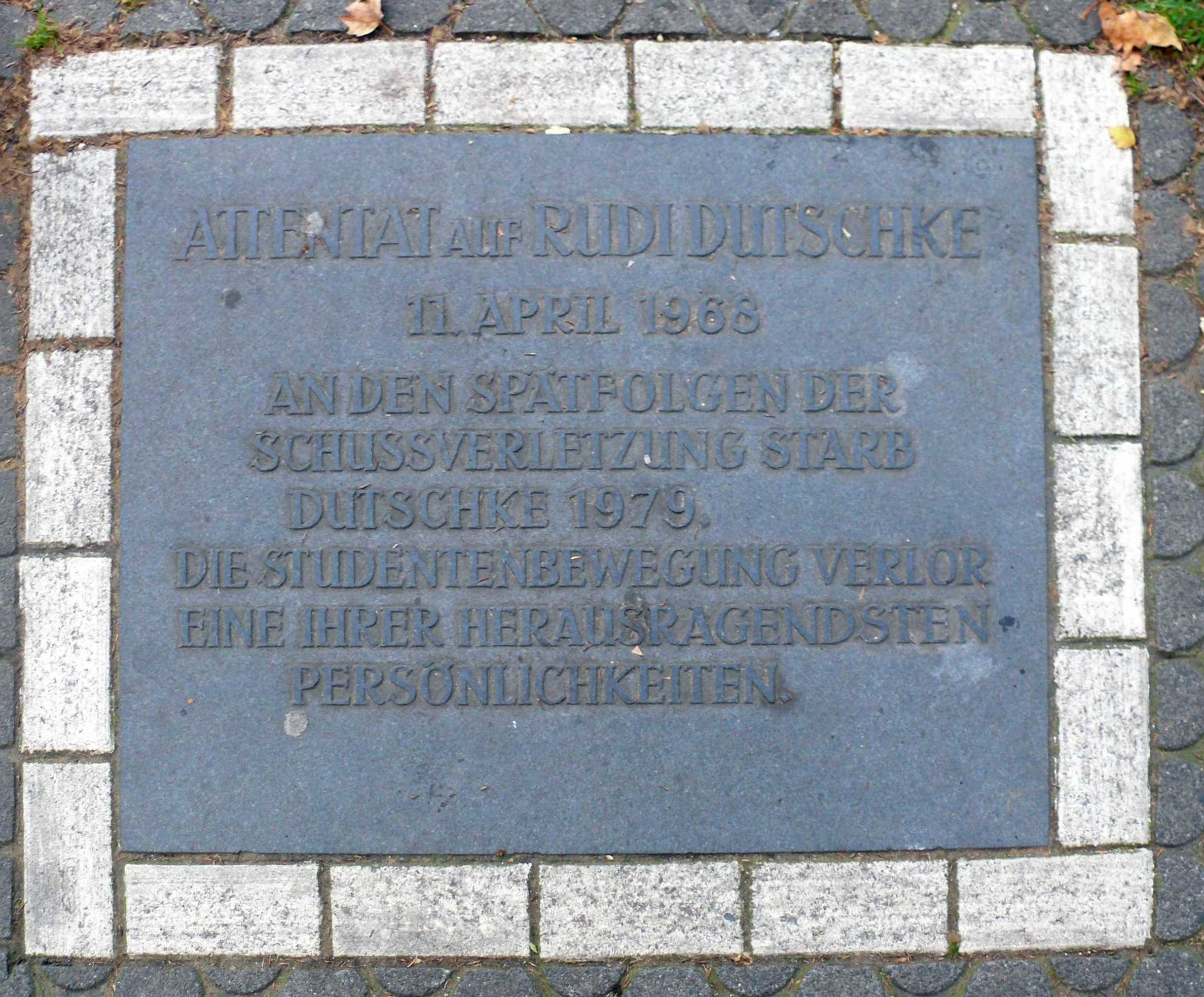
Minnesplatta över Rudi Dutschke vid Kurfürstendamm i Berlin.

Alfred Willi Rudolf (Rudi) Dutschke, född 7 mars 1940 i Schönefeld nära Luckenwalde i Tyskland, död 24 december 1979 i Århus i Danmark, var en tysk radikal studentledare. Han var en av de mest kända ledarna för den radikala studentrörelsen och bland annat ledande inom Ausserparlamentarische Opposition i Västtyskland åren kring 1968.

## Biografi
Rudi Dutschke växte upp i Östtyskland som den yngste av fyra söner till Elsbeth och posttjänstemannen Alfred Dutschke. Han var aktiv inom den evangeliska Junge Gemeinde i Luckenwalde. Han var i ungdomen sportreporter.
Han vägrade att göra värnplikt i den 1956 upprättade DDR:s armé och fick därför inte påbörja akademiska studier i Östtyskland. Kort innan Berlinmuren uppfördes i augusti 1961 flydde Dutschke till Västberlin. Han studerade sociologi, etnologi, filosofi och historievetenskap vid Freie Universität Berlin. År 1973 promoverades han till filosofie doktor efter att ha disputerat på avhandlingen Versuch, Lenin auf die Füsse zu stellen: Über den halbasiatischen und den westeuropäischen Weg zum Sozialismus. Lenin, Lukács und die Dritte Internationale.
Dutschke gick 1965 med i Sozialistischer Deutscher Studentenbund (SDS) som blev den som anförde tonen inom den västtyska studentrörelsen. SDS växte snabbt och organiserade bland annat demonstrationer mot Vietnamkriget. År 1966 gifte sig Dutschke med Gretchen Klotz (född 1942). Paret fick tre barn: Hosea-Che (född 1968; uppkallad efter Hosea och Che Guevara), Polly-Nicole (född 1969) och Rudi-Marek (född 1980).
År 1967 myntade Dutschke sloganen den långa marschen genom institutionerna för att beskriva en långsiktig strategi för att skapa förutsättningarna för revolution: att störta samhället genom att infiltrera viktiga samhällsinstitutioner.
Den 11 april 1968 utsattes Dutschke för ett mordförsök utanför SDS:s kontor på Kurfürstendamm i dåvarande Västberlin. Den unge högerextremisten Josef Bachmann sköt Dutschke med tre skott, varav två i huvudet. Dutschke ådrog sig livshotande skador, men överlevde. En tid innan hade den tyska mediekoncernen Springer publicerat ”Stoppa Dutschke nu!”. Dutschke blev aldrig helt fysiskt återställd och avled den 24 december 1979 vid ett epileptiskt anfall. 

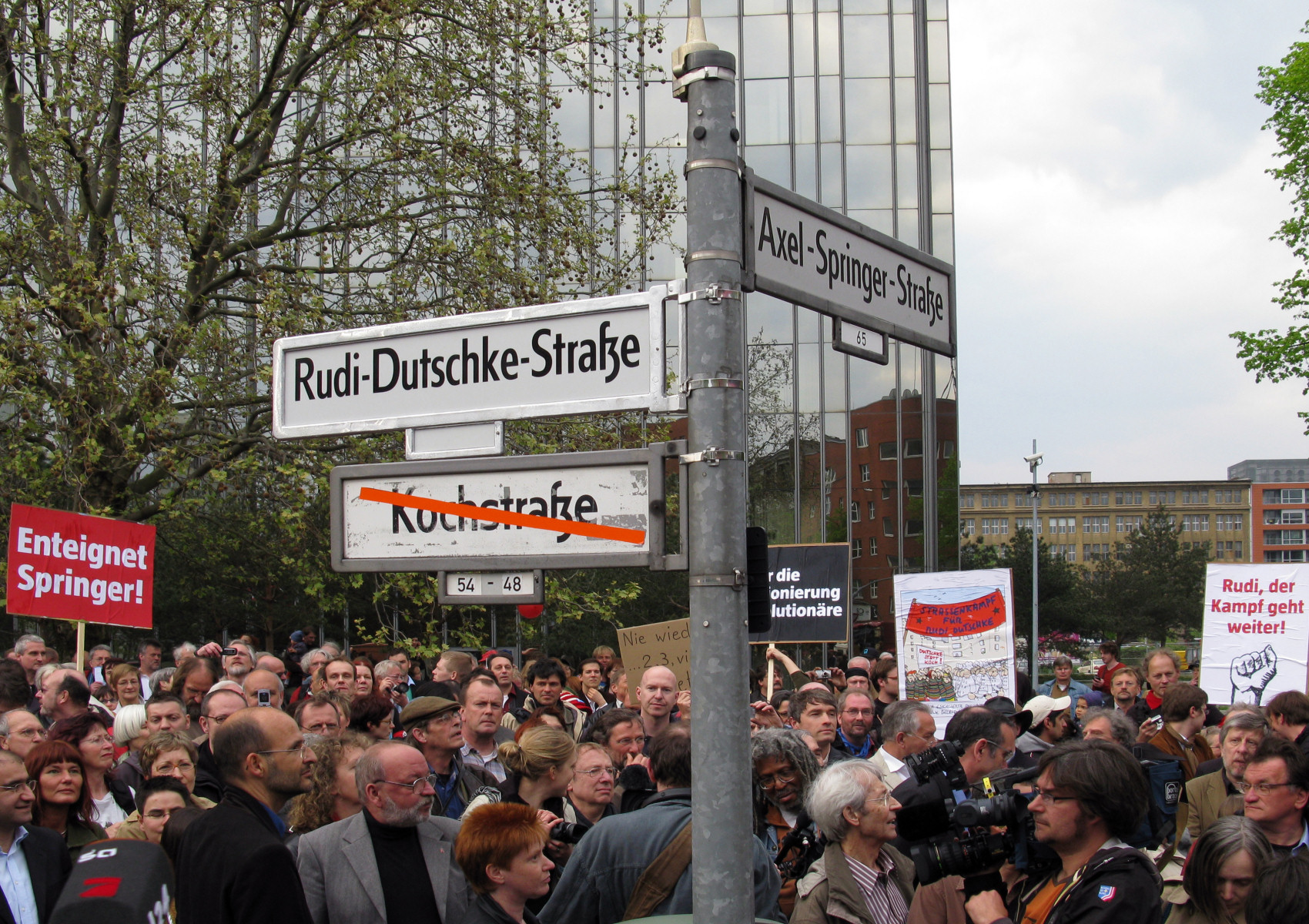
Firande när en del av Kochstraße blev Rudi-Dutschke-Straße den 30 april 2008.

Mordförsöket på Dutschke 1968 och dödsskjutningen av den tyske pacifisten Benno Ohnesorg 1967 fick stor betydelse för bildandet av Röda armé-fraktionen (RAF) 1970. Vid RAF-medlemmen Holger Meins begravning i Hamburg-Stellingen den 18 november 1974 ropade Dutschke med höjd knuten hand: ”Holger, der Kampf geht weiter!” (”Holger, kampen fortsätter!”).
I april 2008 fick Dutschke, efter kampanjande av tidningen die tageszeitung och en folkomröstning i stadsdelsområdet Friedrichshain-Kreuzberg, en gata uppkallad efter sig i Berlin. Tvärgata är Axel-Springer-Strasse, där Springerförlagen har sina kontorskomplex. Springer processade mot namnbytet, men förlorade fallet i domstol.